# Vinogràdovka (Lípetsk)
|  | Per a altres significats, vegeu «Vinogràdovka». |

Vinogràdovka (en rus: Виноградовка) és un poble de l'óblast de Lípetsk, a Rússia, que el 2013 tenia 57 habitants. Pertany al districte rural de Griazi.